# Gilbert Coursier
Gilbert Coursier né à Annappes (59 Nord) le 17 février 1921, décédé le 1er février 2020 à Jossigny (77 Seine et Marne) était un corniste français.

## Biographie
Gilbert Coursier a étudié avec Jean Devemy au Conservatoire national supérieur de musique de Paris. Après avoir remporté le Concours International de Musique de Genève (CIEM), il a été nommé premier cor dans l'orchestre du Théâtre national de l'Opéra-Comique et l'orchestre de l'Opéra de Paris. Rapidement, il s'est lancé dans une carrière internationale.
Membre du Quintette à vent français pendant 20 ans, il a participé à une cinquantaine d'enregistrements, aux côtés de Georges Barboteu et Pierre Delvescovo la plupart pour la firme française Erato.
Son enregistrement le plus célèbre reste le concerto pour deux cors de Joseph Haydn aux côtés de Georges Barboteu avec l'orchestre de chambre Jean-François Paillard. Il s'agit du seul enregistrement de l'histoire phonographique, tant les difficultés techniques sont ardues  pour les deux cors.
Gilbert Coursier était marié à la pianiste Annie d'Arco.